# Lisbon Story

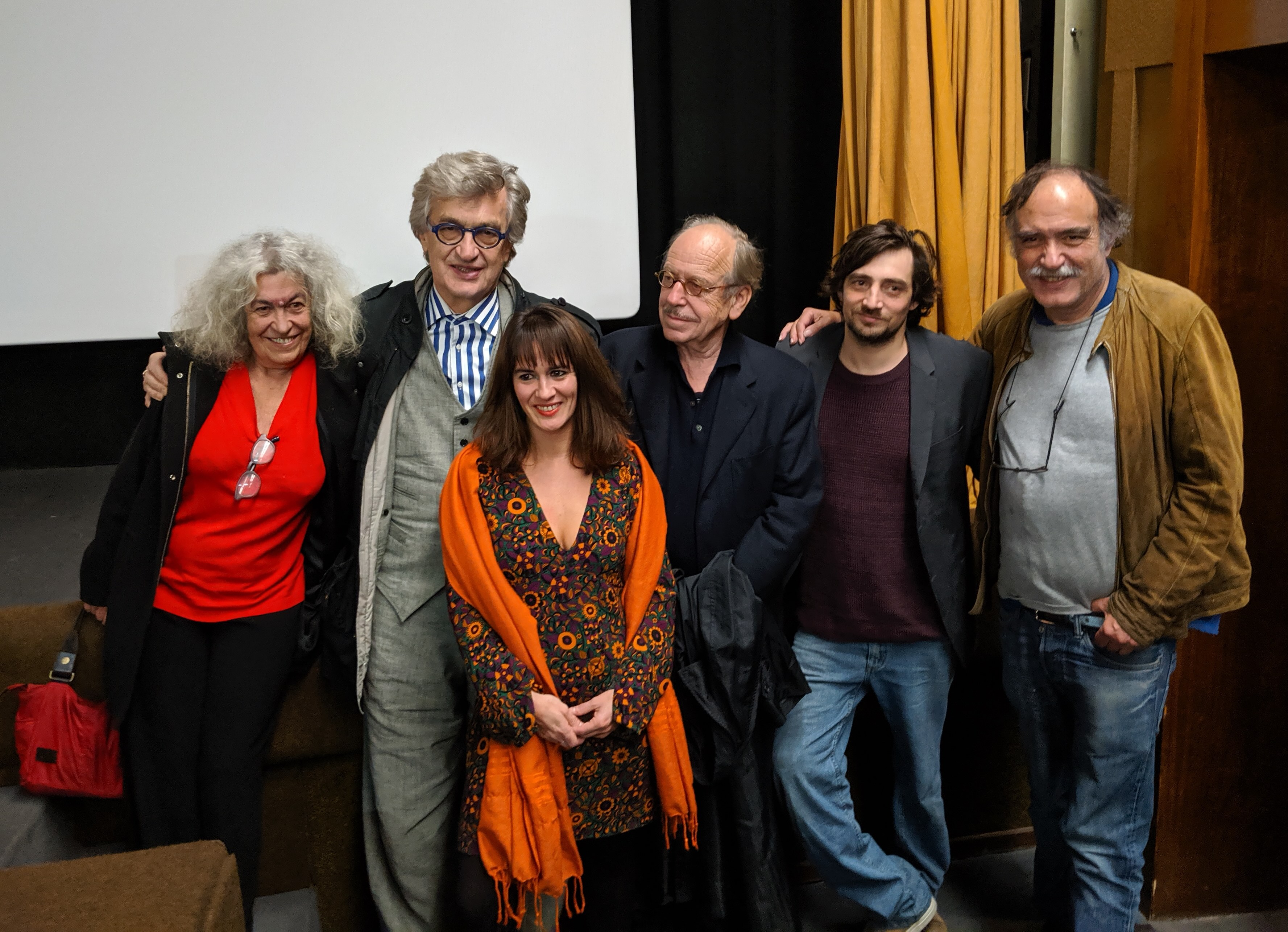
Wim Wenders z producentem i aktorami Lisbon Story na pokazie z okazji 25. rocznicy filmu

Lisbon Story – niemiecko-portugalski film fabularny z 1994 roku w reżyserii Wima Wendersa. Dzieło to jest traktatem o poznaniu świata, siebie, własnego statusu jako artysty.

## Streszczenie fabuły
Dźwiękowca Phillipa Wintera skłania do podróży do Lizbony pocztówka, którą otrzymał od przyjaciela, reżysera Friedricha Monroe, który wyjechał do stolicy Portugalii kręcić niemy film, za pomocą starej kamery na korbkę. Realizacja filmu przychodzi mu z trudem, prosi więc Wintera, aby ten przybył do Lizbony i spróbował uratować obraz, dodając do niego dźwięk. Kiedy Winter dociera na miejsce, przekonuje się, że mieszkanie Monroe jest puste, a sam reżyser zniknął bez śladu. Winter mimo to rozpoczyna nagrywanie dźwięków w mieście, licząc na powrót przyjaciela lub jego odnalezienie. Spędza czas na wędrówkach po Lizbonie, poznaje dzieci, które pomagały w pracy Monroe oraz zespół Madredeus, który nagrywa muzykę do powstającego filmu. Pewnego dnia przypadkiem spotyka na mieście Friedricha. Okazuje się, że reżyser przeżywa kryzys wiary w kino i nie jest w stanie dokończyć planowanego filmu. Zamiast tego rejestruje przypadkowe, zbędne obrazy miasta, za pomocą kamer umieszczonych w śmietnikach i reklamówkach. Ostatecznie Winterowi udaje się jednak przekonać go do powrotu do pracy.

## Obsada
- Rüdiger Vogler jako Phillip Winter
- Patrick Bauchau jako Friedrich Monroe
- Vasco Sequeira jako kierowca ciężarówki
- Canto e Castro jako fryzjer
- Viriato Jose da Silva jako szewc
- João Canijo jako Crook
- Ricardo Colares jako Ricardo
- Joel Cunha Ferreira jako Zé
- Sofia Bénard da Costa jako Sofia
- Vera Cunha Rocha jako Vera
- Elisabete Cunha Rocha jako Beta
- Manoel de Oliveira jako on sam
- Teresa Salgueiro jako ona sama
- Pedro Ayres Magalhães jako on sam